# Emily Bergl
Emily Anne Bergl (Milton Keynes, Londres, 25 de abril de 1975) é uma atriz britânica. Ela é conhecida pelo seu papel como Rachel Lang no filme A Maldição de Carrie (1999) e por interpretar papéis como Lisa Clarke na minissérie Taken (2002); Annie O'Donnell na série Men in Trees (2006–2008) e Beth Young na série Desperate Housewives (2010–2011).

## Biografia
Bergl nasceu em Milton Keynes, Inglaterra, filha de mãe Irlandesa e pai Inglês arquiteto. Ela se mudou para Chicago com sua família quando era criança e frequentou a Glenbrook South High School e a Grinnell College, onde ela era a líder em várias produções da escola. Ela se formou na Phi Beta Kappa em 1997 com um Bacharel em Artes em Inglês e Teatro. Ela tem um irmão..

## Carreira
A grande chance de Emily Bergl veio com o papel de Rachel Lang no filme The Rage: Carrie 2 de 1999, a sequência do thriller sobrenatural Carrie, de 1976. Muito de sua atuação também se dá na televisão. Bergl já apareceu em episódios de séries de TV como Gilmore Girls, CSI: Miami, Medium, Law & Order: Criminal Intent, NYPD Blue e Star Trek: Enterprise. Ela também apareceu no thriller psicológico Chasing Sleep, contracenando com o astro Jeff Daniels.
Emily teve um importante papel na minissérie Taken de Steven Spielberg em 2002.
Bergl teve um papel significativo co-estrelando na série Men in Trees da ABC como Annie, uma fã entusiasmada da personagem principal da série, a expert em relacionamentos Marin Frist (Anne Heche). Annie viaja para todos os eventos que Marin aparece e termina em Elmo, no Alasca, com Marin. Annie fica em Elmo (como faz Marin depois que ela decide reavaliar sua vida), quando ela conhece Patrick Bachelor (Derek Richardson), um recepcionista do hotel locl e DJ de rádio que ela conheceu através de chats on-line sobre os livros de Marin.
Recentemente, Bergl interpretou em Becky Shaw no Second Stage Theatre, em Nova York no início de 2009. Desde 2010 ela também tem realizado um show de cabaré chamado Kidding on the Square, que teve uma temporada no verão de 2010 em Los Angeles e Nova York, depois em Chicago.
A partir do segundo episódio da sétima temporada de Desperate Housewives, Bergl interpreta Beth, a nova esposa de Paul Young.

## Filmografia
| Ano       | Filme/TV                          | Papel                  | Notas |
| --------- | --------------------------------- | ---------------------- | --- |
| 1999      | Wasteland                         | Corie                  | 1 episódio, "Indian Summer" |
| 1999      | The Rage: Carrie 2                | Rachel Lang            | Indicada ″Saturn Award″ Best Performance by a Younger Actress |
| 2000      | NYPD Blue                         | Anya Weiss             | 1 episódio, "Welcome to New York" |
| 2000      | ER                                | Gloria Milton          | 1 episódio, "May Day" |
| 2000      | Chasing Sleep                     | Sadie                  | |
| 2001      | Happy Campers                     | Talia                  | |
| 2001      | Providence                        |                        | 3 episódios, "Meet Joe Connelly", "Trial & Error" and "Rule Number One" |
| 2002      | Taken                             | Lisa Clarke - Adulta   | TV - Minissérie (5 episódios, "Charlie and Lisa", "God's Equation", "Dropping the Dishes", "John" and "Taken") Indicada ″Saturn Award″ Best Performance by a Younger Actor/Actress |
| 2003      | Final Draft                       | Helga                  | |
| 2001–2003 | Gilmore Girls                     | Francie Jarvis         | (4 episódios, "Like Mother, Like Daughter", "Haunted Leg", "That'll Do, Pig" and "I Solemnly Swear")                                                                               |
| 2003      | Star Trek: Enterprise             | Bethany                | 1 episódio, "North Star" |
| 2004      | CSI: Miami                        | Melanie Hines          | 1 episódio, "Blood Moon" |
| 2005      | The Hard Easy                     | Natalie                | |
| 2006      | Law & Order: Criminal Intent      | Alice                  | 1 episódio, "Vacancy" |
| 2006      | Fur                               | Allan's New Assistant  | |
| 2006–2008 | Men in Trees                      | Annie O'Donnell        | 36 episódios |
| 2008      | The Governor's Wife               | Dr. Heather McManus    | (TV) |
| 2009–2013 | Southland                         | Tammy Bryant           | 9 episódios |
| 2009      | Medium                            | Victoria               | 1 Episódio, "Things to do in Phoenix when you're dead". |
| 2009      | Date Blind                        | Susan                  | curta |
| 2009      | The Good Wife                     | Bree                   | 3 episódios |
| 2010      | Grey's Anatomy                    | Trisha                 | 1 episódio, ″Shiny Happy People″ |
| 2010–2012 | Desperate Housewives              | Beth Young             | Papel recorrente (temp. 7-8) |
| 2012      | Grassroots                        | Theresa Glendon        | |
| 2013      | Blue Jasmine                      | amiga de Hal e Jasmine | |
| 2014-15   | Shameless                         | Samantha "Sammi" Slott | Temp. 4-5 |
| 2016      | Gilmore Girls: A Year in the Life | Francie Jarvis         | "Spring" |
| 2018      | You                               | Nancy Whitesell        | "The Captain" |

## Prêmios e Indicações
Ela foi indicada em 2000 e 2003 ao Saturn Award pela Academy of Science Fiction, Fantasy and Horror Films por Melhor Performance por uma Jovem Atriz por The Rage: Carrie 2 (1999) e por Melhor Atriz em uma Série de TV por Taken (2002), respectivamente.

## Ligações Externas
- Emily Bergl. no IMDb.
- Emily Bergl no AllMovie (em inglês)
- Emily Bergl no X
- Emily Bergl - Website Oficial
- Emily Bergl no Minha Série
- Emily Bergl Interview by Beth Stevens on Broadway.com
- Emily's Men in Trees blog on TVGuide.com